# Aeroporto Internazionale Presidente Carlos Ibáñez del Campo
L'Aeroporto Internazionale Presidente Carlos Ibáñez del Campo (in spagnolo ) è uno scalo aereo cileno che serve la città di Punta Arenas, capoluogo della Regione di Magellano e dell'Antartide Cilena, e la circostante regione della Patagonia.
È l'aeroporto del Sud America con il maggior numero di piste, tre, a causa dei forti venti e una quarta pista è in costruzione parallela alla pista principale. Ha la seconda torre di controllo più alta del Cile, con un'altezza di 35 metri. È il quarto aeroporto più trafficato del Paese, nonché il principale ponte aereo tra il Sud America e l'Antartide. È utilizzata anche come base per le spedizioni antartiche della NASA ed è l'unico collegamento tra il continente americano e le Isole Falkland, dove risiede una comunità cilena.
È intitolato al presidente cileno e fondatore dall'aeronautica cilena Carlos Ibáñez del Campo. Nello stesso sito si trova la Base Aerea Chabunco dove ha sede la IV Brigata Aerea della Fuerza Aérea de Chile.

## Storia
La costruzione dell'aeroporto fu decretata nel 1950 e la pista venne ultimata otto anni dopo. Il terminal passeggeri fu costruito tra il 2000 e il 2002.